# Mont Mihara
Pour les articles homonymes, voir Mihara (homonymie).
Le mont Mihara (三原山, Mihara-yama) est un volcan actif culminant à 758 m d'altitude sur l'île japonaise d'Izu Ōshima. Bien que le volcan soit principalement basaltique, de grandes éruptions se produisent à des intervalles de 100 à 150 ans.

## Histoire
D'un certain point à proximité du sommet du cône, il était autrefois possible de sauter dans le cratère. En conséquence, le volcan était devenu un lieu populaire pour les suicides. Au début des années 1920, plusieurs personnes se jetaient dans le volcan chaque semaine ; plus de six cents personnes ont sauté en 1936. Les autorités ont finalement érigé une clôture pour réduire le nombre de suicides.
Le 9 avril 1952, le Martin 2-0-2 Mokusei  de Northwest Orient Airlines affrété par Japan Airlines entre Tokyo-Haneda et Fukuoka s'écrase sur le mont Mihara. Les 37 occupants sont tués.
L'éruption majeure du mont Mihara en 1986 a vu des fontaines de lave s'élever jusqu'à 1,6 km de haut. D'un indice d'explosivité volcanique de 3, elle s'est produite au niveau d'un évent central et d'une fissure radiale ; elle a entraîné des explosions, des coulées de lave et la formation d'un lac de lave. Elle a également formé un panache subplinien de 16 km de haut. Les 12 000 habitants de l'île ont tous été évacués à l'aide de douzaines de navires, tant militaires que menés par des volontaires civils.
La plus récente éruption date de 1990.

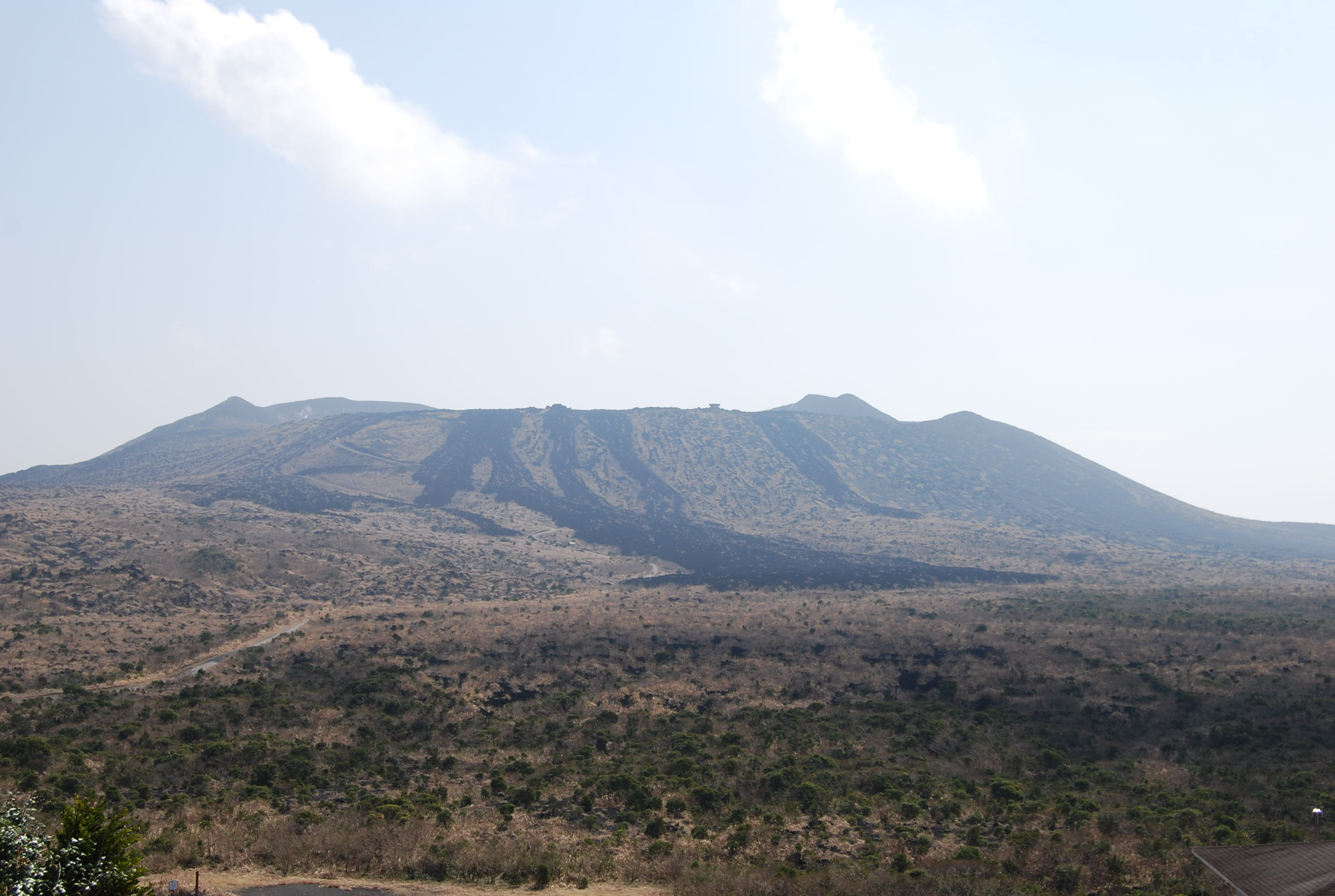
Vue du sommet au loin
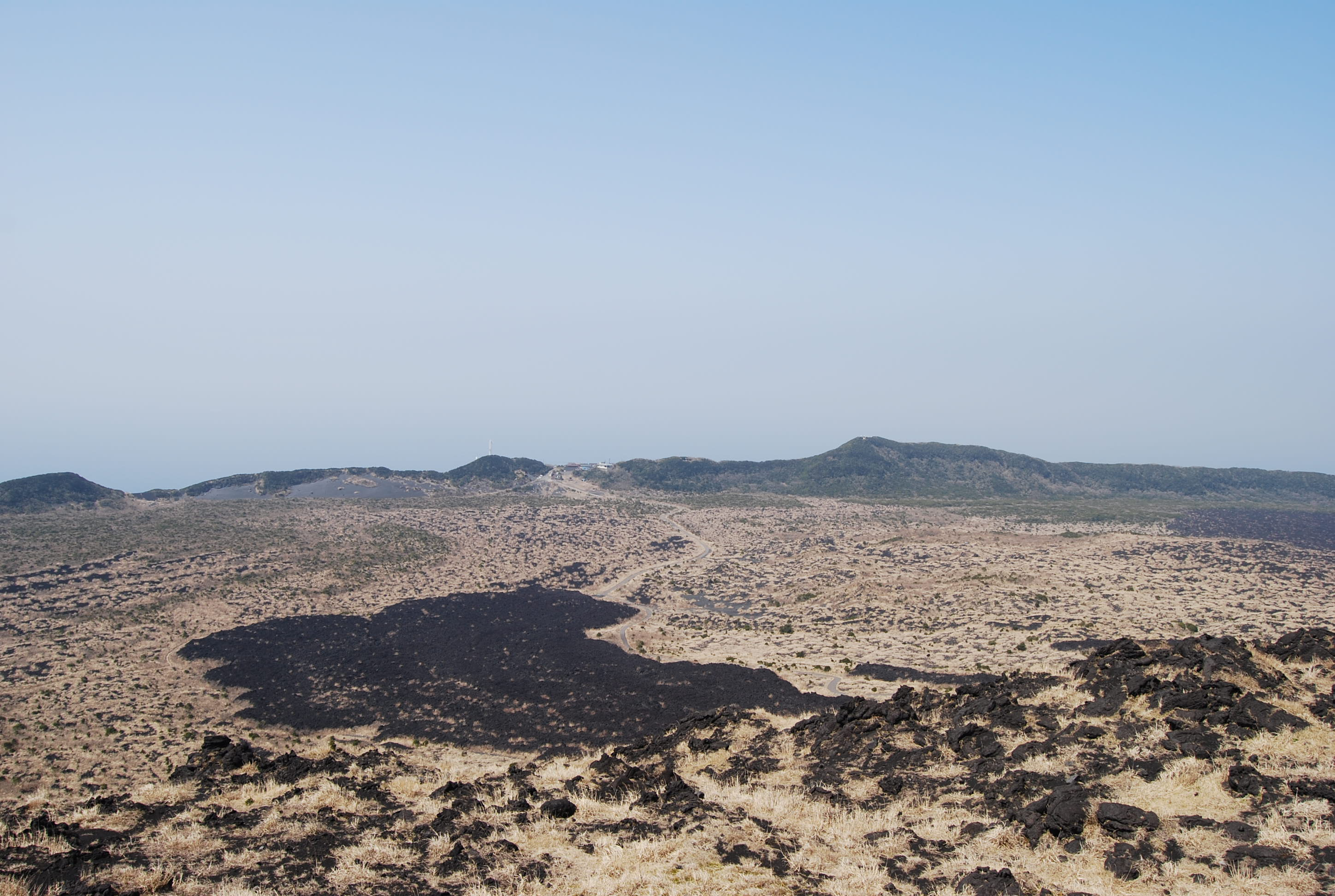
Vue d'une coulée de lave
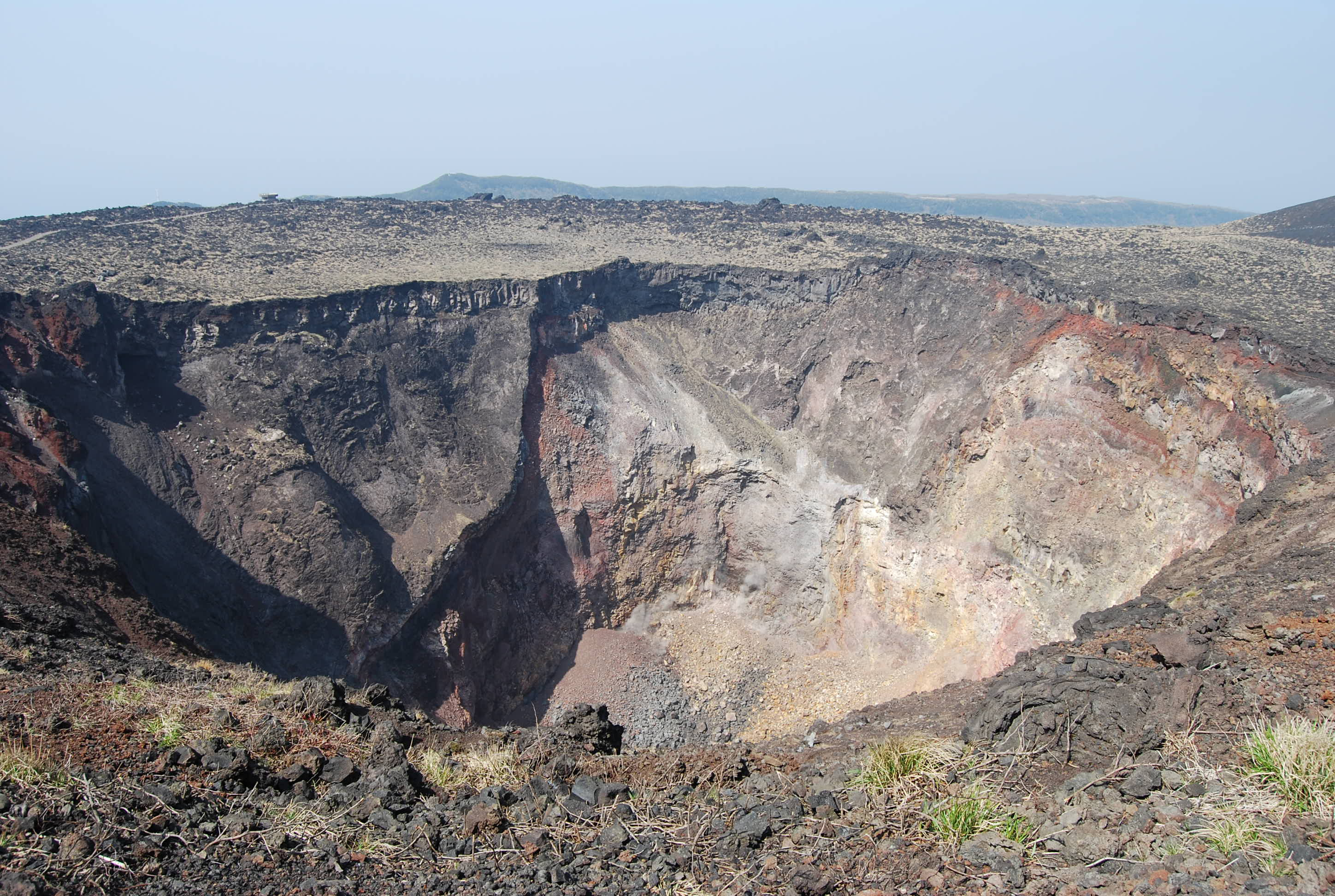
Vue du cratère

## Mihara dans la culture populaire
Au cinéma, le mont Mihara est l'endroit où le gouvernement japonais emprisonne Godzilla dans le film Le Retour de Godzilla. Cinq ans plus tard, dans la suite Godzilla vs Biollante, des bombes placées au sommet du mont Mihara explosent et libèrent Godzilla de son tombeau de feu. Dans le roman adapté en film Ring de Kōji Suzuki, c'est l'endroit où Shizuko Yamamura, mère de la tristement célèbre Sadako Yamamura, se suicide.